# کینگ آو د رینگ
کینگ آو د رینگ (به انگلیسی: King of the Ring) نام یک رویداد کشتی حرفه‌ای به‌صورت رقابت‌های تک‌حذفی می‌باشد که،توسط کمپانی کشتی کچ دبلیودبلیوئی آن را تهیه و برگزار می‌کند. این رویداد از سال های ۱۹۸۵ تا ۲۰۰۲ ( به استثنای سال‌های ۱۹۹۰ و ۱۹۹۲ ) به‌عنوان یک رویداد کشتی حرفه‌ای غیررایگان (Pay-Per-View) بود اما از سال ۲۰۰۳ تنها چهار بار در سال های ۲۰۰۶ ، ۲۰۰۸ ، ۲۰۱۰ و ۲۰۱۵ تحت عنوان یک رویداد در راو و اسمک‌داون برگزار شد.

## لیست برندگان کینگ آو د رینگ
| سال  | برنده        | تعداد پیروزی | تاریخ پیروزی   | مقام دوم        |
| ---- | ------------ | ------------ | -------------- | --------------- |
| ۱۹۸۵ | دن ماروکو    | ۱            | ۸ ژوئیه ۱۹۸۵   | شیخ آهنین       |
| ۱۹۸۶ | هارلی ریس    | ۱            | ۱۴ ژوئیه ۱۹۸۶  | پدرو مورالس     |
| ۱۹۸۷ | رندی سوج     | ۱            | ۴ سپتامبر ۱۹۸۷ | کینگ کونگ باندی |
| ۱۹۸۸ | تد دیبیاسی   | ۱            | ۱۶ اکتبر ۱۹۸۸  | رندی سوج        |
| ۱۹۸۹ | تیتو سانتانا | ۱            | ۱۴ اکتبر ۱۹۸۹  | ریک مارتل       |
| ۱۹۹۱ | برت هارت     | ۱            | ۷ سپتامبر ۱۹۹۱ | مایک رتونا      |
| ۱۹۹۳ | برت هارت     | ۲            | ۱۳ ژوئن ۱۹۹۳   | بم بم بیگلو     |
| ۱۹۹۴ | اوون هارت    | ۱            | ۱۹ ژوئن ۱۹۹۴   | اسکات هال       |
| ۱۹۹۵ | ویسرا        | ۱            | ۲۵ ژوئن ۱۹۹۵   | ساویو وگا       |
| ۱۹۹۶ | استیو آستین  | ۱            | ۲۳ ژوئن ۱۹۹۶   | جیک رابرتز      |
| ۱۹۹۷ | تریپل اچ     | ۱            | ۸ ژوئن ۱۹۹۷    | میک فولی        |
| ۱۹۹۸ | کن شمراک     | ۱            | ۲۸ ژوئن ۱۹۹۸   | راک             |
| ۱۹۹۹ | بیلی گان     | ۱            | ۲۷ ژوئن ۱۹۹۹   | اکس-پاک         |
| ۲۰۰۰ | کرت انگل     | ۱            | ۲۵ ژوئن ۲۰۰۰   | رکیشی           |
| ۲۰۰۱ | اج           | ۱            | ۲۴ ژوئن ۲۰۰۱   | کرت انگل        |
| ۲۰۰۲ | براک لزنر    | ۱            | ۲۳ ژوئن ۲۰۰۲   | راب ون دم       |
| ۲۰۰۶ | بوکرتی       | ۱            | ۲۱ مه ۲۰۰۶     | بابی لشلی       |
| ۲۰۰۸ | ویلیام رگال  | ۱            | ۲۱ آوریل ۲۰۰۸  | سی‌ام پانک       |
| ۲۰۱۰ | شیمس         | ۱            | ۲۹ نوامبر ۲۰۱۰ | جان موریسون     |
| ۲۰۱۵ | وید برت      | ۱            | ۲۸ آوریل ۲۰۱۵  | نویل            |

| ۲۰۱۹ 
|  برن کوربین  
| ۱ 
|الگو:30
| چد گیبل ( شورتی جی )